# Afspraak in Rio
Afspraak in Rio is een Vlaamse documentaire-reeks van productiehuis De chinezen, die in het voorjaar van 2015 uitgezonden werd op op de Vlaamse televisiezender Eén. Tien Belgische atleten en één Belgisch team worden gevolgd in aanloop naar de Olympische Zomerspelen van 2016 in Rio de Janeiro: Pieter Timmers (zwemmer), Hans Van Alphen (tienkamper), Nafi Thiam (zevenkampster), Jolien D'Hoore (wielrenster), Dylan Borlée (400m-loper), Ludo Phillipaerts (ruiter), Charline Van Snick (judoka), Bashir Abdi (langeafstandsloper), Laura Waem (turnster), Lindsey De Grande (1500m-loopster), en de Yellow Tigers (nationaal volleybalteam).
Seizoen 1 liep van februari tot maart 2015. Intussen is een tweede reeks in de maak, die zal uitgezonden worden in het voorjaar van 2016.